# Зайчук, Владимир Игнатьевич
Владимир Игнатьевич Зайчук (1 июля 1921, село Тростянец — 12 мая 1996, Киев) — советский юрист и государственный деятель. Член Ревизионной комиссии КПУ в 1976 — 1981 г. Депутат Верховного Совета УССР 6-11-го созывов.

## Биография
С 1940 года работал народным следователем прокуратуры города Владимира-Волынского Волынской области. Участник Великой Отечественной войны. В 1941-1944 годах был следователем прокуратуры 393-й, 337-й и 172-й дивизий. С сентября 1944 года выполнял отдельные поручения при военном совете 69-й армии, был первым помощником начальника штаба 961-го стрелкового полка 274-й стрелковой дивизии. Участник парада Победы союзных войск в г. Берлине. Член ВКП(б) с 1945 года.
После окончания войны работал контролером по промышленности в комендатуре союзных войск в городе Берлине, сотрудником управления военного коменданта города Берлина советской военной администрации. Затем до 1948 года был начальником учебной части учебного центра по подготовке офицерского состава Советской Армии в Берлине.
В 1948-1950 годах — студент Львовской юридической школы, которую окончил в 1950 году. В 1950 году избран народным судьей 3-го участка Ленинского района города Львова.
В 1950-1953 годах работал председателем Ровенского областного суда. В 1954 году окончил юридический факультет Львовского государственного университета имени Ивана Франко. С 1953 по 1962 гг. — первый заместитель, заместитель Министра юстиции УССР. С 1957 по 1964 годах — главный редактор журнала «Советское право» (укр. «Радянське право»).
В 1962 году избран заместителем Председателя, а в феврале 1963 — Председателем Верховного Суда УССР.
С 6 октября 1970 года по 1990 год — министр юстиции УССР.

## Публикации
«Новый Уголовный кодекс УССР» (1961), «Правовое воспитание трудящихся» (1972), «Законность — основа деятельности органов правосудия» (1973), «Народные заседатели» (1975) и другие.

## Награды
- Орден Красного Знамени;
- Орден Отечественной войны II степени;
- трижды Орден Трудового Красного Знамени;

9 медалей:
- Медаль «За освобождение Варшавы»;
- Медаль «За взятие Берлина»;
- Медаль «За победу над Германией в Великой Отечественной войне 1941—1945 гг.»;
- Медаль Польской Народной Республики «За Одер, Нису и Балтику»;
- Почётная грамота Президиума Верховного Совета УССР (1981);
- Заслуженный юрист УССР (1971).